# ميشيل لاكومب
ميشيل لاكومب هو فنان قصص مصورة كندي، ولد في 1973 في مونتريال في كندا.

## وصلات خارجية
- الموقع الرسمي